# Carl Lovén
Carl Olof Nilsson Lovén, född 25 januari 1874 i Trelleborg, död 26 april 1961 i Kirsebergs församling, Malmö, var en svensk järnvägskonduktör, fackföreningsman, riksdagsman (socialdemokrat).
Lovén var ursprungligen verksam som möbelsnickare innan han 1892 anställdes som packmästare vid Lund-Trelleborgs Järnväg. År 1898 anställdes han vid Malmö-Simrishamns Järnväg, där han blev konduktör 1910. Åren 1909–1940 var han ledamot av Svenska Järnvägsmannaförbundets representantskap och förstärkta styrelse. Han var ledamot av Malmö stadsfullmäktige 1911–1938 och var vice ordförande i styrelsen för Malmö stads spårvägar 1927–1933, ordförande där 1933–1940. Han hade även uppdrag som ordförande i hälsovårdsnämnden samt vice ordförande i brandstyrelsen. Han var ledamot av Andra kammaren för Fyrstadskretsen från 1922 t.o.m. urtiman 1940.
Carl Lovén utgav också några skönlitterära verk under pseudonymen Two Step. Han är begravd på Östra kyrkogården i Malmö.